# Nude Area
Pour plus de détails, voir Fiche technique et Distribution.
Nude Area est un film néerlando-polonais écrit et réalisé en 2012 et 2013 par Urszula Antoniak, mais sorti en 2014.

## Fiche technique
- Titre original : Nude Area
- Titre polonais : Strefa nagosci
- Réalisation : Urszula Antoniak
- Scénario : Urszula Antoniak
- Producteur :
- Production : Topkapi Films
- Musique :
- Pays d'origine :  Pays-Bas Pologne
- Langue d'origine : néerlandais, anglais
- Lieux de tournage : Amsterdam, Hollande-Septentrionale, Pays-Bas
- Genre : Drame, romance saphique
- Durée : 80 minutes (1 h 20)
- Date de sortie : 
  -  Pologne
    - 19 septembre 2014 (Gdynia Polish Film Festival)
    - 12 juin 2015

  -  Estonie 14 novembre 2014 au Festival du film Nuits noires de Tallinn
  -  Allemagne 28 juin 2015 au Festival du film de Munich
  -  Suède 14 septembre 2015
  -  États-Unis 13 novembre 2015 au Festival du film de Denver (en)

## Distribution
- Imaan Hammam : Fama
- Sammy Boonstra : Naomi
- Benjamin de Wit : le gérant du restaurant